# Leptogaster eoa
Leptogaster eoa är en tvåvingeart som beskrevs av Pavel Lehr 1961. Leptogaster eoa ingår i släktet Leptogaster och familjen rovflugor. Inga underarter finns listade i Catalogue of Life.